# Кербуна
Кербуна (рум. Cărbuna) — село в Яловенському районі Молдови. Утворює окрему комуну.